# Tear drops
〈tear drops〉는 일본의 음악 그룹 Caos Caos Caos의 싱글이다. 2011년 2월 23일에 기자 스튜디오에서 발매됐다.

## 해설
시라이시 노리를 중심으로 결성된 음악 그룹 Caos Caos Caos의 데뷔 싱글이다. 표제곡 〈tear drops〉는 ytv계 TV 애니메이션 《명탐정 코난》의 여는 곡이 되었으며,
오프닝 애니메이션에서는 애니메이션화된 시라이시 노리가 댄스를 보이고 있다. 커플링 곡인 〈Good-bye Memories〉는 신도 후유키 원작 영화 《불륜순애》의 주제가로 채용됐다.

## 수록곡
- 전체작사: 시로이시 노리
- 전체작곡: 오노 아이카

1. tear drops (4:07)
  - 편곡: 하야마 타케시
2. Good-bye Memories (4:12)
  - 편곡: 토쿠나가 아키히토
3. tear drops (Instrumental)

## 발매일
| 지역 | 정보            | 규격                    |
| ---- | --------------- | ----------------------- |
| 일본 | 2011년 1월 5일  | 착신음                  |
| 일본 | 2011년 2월 2일  | 휴대전화 단말용 풀 배포 |
| 일본 | 2011년 2월 23일 | CD                      |